# Floricomus nigriceps
Floricomus nigriceps är en spindelart som först beskrevs av Banks 1906.  Floricomus nigriceps ingår i släktet Floricomus och familjen täckvävarspindlar. Inga underarter finns listade i Catalogue of Life.